# ルベン・バルガス
ルベン・エステファン・バルガス・マルティネス（Ruben Estephan Vargas Martinez, 1998年8月5日 - ）は、スイス・ルツェルン州アドリゲンスヴィル出身のサッカー選手。セビージャFC所属。スイス代表。ポジションはMF。

## 経歴

### クラブ
ユース時代からFCルツェルンて過ごし、2017年夏にトップチームに昇格。同年8月27日のFCチューリッヒ戦でプロデビュー。以降チームの中心選手となり、2018-19シーズンはリーグ戦31試合8得点を記録した。
2019年6月18日、FCアウクスブルクと5年契約を締結したことが発表された。加入後チームの中心選手として活躍。2021年7月には4年間の契約延長に合意した。

### 代表
2018年から、U-21のスイス代表に招集され、2019年9月にフル代表初招集。2021年にはUEFA EURO 2020にも出場した。3年後のUEFA EURO 2024にも、出場した。ラウンド16で前回覇者のイタリア代表と対戦し、前半36分にレモ・フロイラーをアシストし、後半の立ち上がりに豪快なミドルシュートを決め、前回大会以来のベスト8進出に貢献した。

## 人物
- 父はスイス人で、母はドミニカ共和国の出身。

## 代表歴

### 出場大会
- スイス代表
  - 2022 FIFAワールドカップ
  - UEFA EURO 2024

### 試合数
- 国際Aマッチ 40試合 7得点（2019年-）[4]

| スイス代表 | 国際Aマッチ | 国際Aマッチ |
| 年         | 出場        | 得点        |
| ---------- | ----------- | ----------- |
| 2019       | 3           | 1           |
| 2020       | 5           | 0           |
| 2021       | 14          | 3           |
| 2022       | 9           | 0           |
| 2023       | 9           | 3           |
| 2024       |             |             |
| 通算       | 40          | 7           |